# Volodîmîrivka, Berezivka
Volodîmîrivka (în ucraineană Володимирівка) este un sat în comunei Ciohodarivka din raionul Berezivka, regiunea Odesa, Ucraina.

## Demografie
Componența lingvistică a localității Volodîmîrivka
     Ucraineană (91,38%)
     Română (8,62%)
Conform recensământului din 2001, majoritatea populației localității Volodîmîrivka era vorbitoare de ucraineană (91,38%), existând în minoritate și vorbitori de română (8,62%).